# Лоенгрин (опера)
„Лоенгрин“ (на немски: Lohengrin) е опера на германския композитор Рихард Вагнер, поставена за пръв път на 28 август 1850 година в Германския национален театър във Ваймар под диригентството на Франц Лист.
Либретото на самия Вагнер е базирано на средновековната легенда за Рицаря на лебеда и по-специално на образа на Лоенгрин в „Парцифал“ на Волфрам фон Ешенбах. Действието се развива в Антверпен от X век, а в центъра на сюжета е дъщерята на починал брабантски херцог, несправедливо обвинена в убийството на малолетния си брат, която е спасена от тайнствения рицар Лоенгрин.
Операта има новаторска структура, отказвайки се от традиционното редуване на обособени арии, речитативи и хорови изпълнения за сметка на плавното преминаване от една сцена в друга.